# روبر لیوتل
روبر لیوتل (فرانسوی: Robert Liottel‎؛ ۲۳ سپتامبر ۱۸۸۵ – ۲۳ آوریل ۱۹۶۸) شمشیرباز اهل فرانسه بود.
وی در مسابقات کشوری و بین‌المللی در مجموع برندهٔ ۱ مدال طلا شده‌است.